# Rio Graigăru
O Rio Graigăru é um rio da Romênia, afluente do Pârâul Mare, localizado no distrito de Braşov.